# ポール・ローナン
ポール・ローナン（英: Paul Ronan、1965年3月21日 - ）は、アイルランドの俳優。娘は女優のシアーシャ・ローナンである。

## 略歴
ダブリン・バリームン地区出身である。
元々アイルランド在住だったが、1980年代の不況を受け、妻と共にアメリカ合衆国に移住した。アメリカ生活中に娘のシアーシャ・ローナンが生まれているが（ニューヨーク出身）、彼女が3歳の時に一家は再びアイルランドに帰国している。
マンチェスター・ユナイテッドのファンである。

## 出演作品
- Ballykissangel (en) [1]
- フェイスフル（英語版）（原題、1996年）
- デビル（1997年）（ショーン・フェラン）[2]
- ボクサー（1997年）
- THE TUDORS〜背徳の王冠〜 シーズン3
- 私が愛したギャングスター（2000年）
- ヴェロニカ・ゲリン（2003年）[6]
- ザ・ブレイク
- Nothing Personal (en) （2009年）
- わたしは生きていける（2013年）[2]
- Poison Pen (en) （2014年）